# 山口県道282号仙崎停車場小浜線
山口県道282号仙崎停車場小浜線（やまぐちけんどう282ごう せんざきていしゃじょうこはません）は、山口県長門市を通る一般県道である。

## 概要
JR西日本山陰本線 仙崎駅から長門市仙崎の山口県道34号下関長門線に至る。国道191号の萩・益田方面と仙崎・青海島方面を短絡する路線。路線名の「小浜」は起点付近のかつての小字名。
1994年（平成6年）11月に行われた「第14回全国豊かな海づくり大会」の会場となった仙崎漁港へのアクセス道路として、線形付け替えを含む大規模な道路改良が行われた。

### 路線データ
- 起点：長門市仙崎（JR西日本山陰本線 仙崎駅前）
- 終点：長門市仙崎（山口県道34号下関長門線交点）

## 路線状況
全区間2車線・歩道付きで整備されている。1994年（平成6年）の道路改良当時の終点は国道191号長門市仙崎交差点であったが、後に長門市街地をバイパスする道路として山口県道34号下関長門線が完成し、路線を変更するかたちで延長が数百mほど短縮となっている。
JR西日本山陰本線 仙崎駅を起点とし、山口県道56号仙崎港線重複して道の駅センザキッチン（旧・青海島シーサイドスクエア）の角で南に折れ、山口県立大津緑洋高等学校水産校舎（旧・山口県立水産高等学校）、仙崎海上保安庁の前を過ぎ、山口県道34号下関長門線交点で終点となる。

### 重複区間
- 山口県道56号仙崎港線（長門市仙崎）

### 道路施設

#### 橋梁
- 新白潟橋（江の川、長門市）

#### トンネル
- 白潟トンネル：延長285 m、1994年（平成6年）竣工、長門市

#### 道の駅
- センザキッチン（長門市）

## 地理

### 通過する自治体
- 長門市

### 交差する道路
| 交差する道路                      | 交差する場所 | 交差する場所 |
| --------------------------------- | ------------ | ------------ |
| 山口県道56号仙崎港線 重複区間起点 | 仙崎         |              |
| 山口県道56号仙崎港線 重複区間終点 | 仙崎         |              |
| 国道191号                         | 仙崎         | [ 注釈 1 ]   |
| 山口県道34号下関長門線            | 仙崎         | 終点         |

### 交差する鉄道
- 山陰本線

### 沿線
- JR西日本山陰本線 仙崎駅
- 山口県立大津緑洋高等学校水産校舎（旧・山口県立水産高等学校）
- 仙崎海上保安庁